# Brachymenium flexifolium
Brachymenium flexifolium är en bladmossart som beskrevs av Bruch, W. P. Schimper och Georg Friedrich von Jaeger 1875. Brachymenium flexifolium ingår i släktet Brachymenium och familjen Bryaceae. Inga underarter finns listade i Catalogue of Life.